# Torque (filme)
Torque (bra: Fúria em Duas Rodas; prt: Torque  - A Lei do Mais Rápido) é um filme australiano-estadunidense de 2004, dirigido por Joseph Kahn.

## Sinopse
Cary Ford é um motoqueiro que é tramado por um rival de longa data que incrimina-o pelo assassinato de um membro de outra gangue, membro esse que é irmão de Trey, chefe da gangue de motoqueiros mais temidos do país. Carys Ford tenta agora limpar o seu nome, enquanto que uma gangue de motoqueiros o procura para matá-lo.

## Elenco
- Martin Henderson como Cary Ford
- Ice Cube como Trey Wallace, líder dos Reapers
- Monet Mazur como Shane
- Adam Scott , como o agente do FBI Jay McPherson
- Matt Schulze como Henry James, líder da gangue de motoqueiros rival
- Jaime Pressly como China
- Will Yun Lee como Val
- Jay Hernandez como Dalton
- Max Beesley como Luther
- Fredro Starr como Junior Wallace
- Christina Milian como Nina
- Faizon amor como Sonny
- Justina Machado como agente do FBI Henderson
- Hayden Mcfarland como Ko

## Recepção da crítica
Torque tem recepção geralmente desfavorável por parte da crítica especializada. Com tomatometer de 23% em base de 115 críticas, o Rotten Tomatoes publicou um consenso: “Parvo e barulhento, Torque é divertido e elegante para a multidão MTV”. Tem 41% de aprovação, por parte da audiência, usada para calcular a recepção do público a partir de votos dos usuários do site.